# Don Pasquale
Don Pasquale là vở opera buffa 3 màn của nhà soạn nhạc người Ý Gaetano Donizetti. Chính Donizetti phối hợp với Giovanni Ruffini hoàn thành phần lời cho tác phẩm. Lời của vở opera được dưa trên lời mà Angelo Anelli viết cho vở opera Ser Marcantonio, vở opera được viết vào năm 1810, của Stefano Pavesi. Tuy nhiên phần lời được xuất bản của vở opera do Donizetti sáng tác lại chỉ ghi tên tác giả là "M.A.". Vở opera được trình diễn lần đầu tiên tại Théâtre-Italien nằm trên Salle Ventadour thuộc Paris, Pháp vào ngày 3 tháng 1 năm 1843 với một sự thành công lớn.

## Âm thanh
| Vở opera Don Pasquale của Donizetti, phần overture |  |
|                                                    |  |
|                                                    |  |